# Šport u 1939.
◄◄ | ◄ | 1936. | 1937. | 1938. | 1939.  | 1940. | 1941. | 1942. | ► | ►►
Arhitektura • Astronomija • Biologija • Film • Fotografija • Glazba • Kazalište • Kemija • Kiparstvo • Knjige • Književnost • Kršćanstvo • Meteorologija • Medicina • Planinarstvo • Politika • Pravo • Promet • Slikarstvo • Strip • Šport • Televizija • Znanost • Zrakoplovstvo • Željeznički promet
Šport u 1939.

## Svijet

### Natjecanja

#### Kontinentska natjecanja

##### Europska natjecanja
- Od 21. do 28. svibnja – Europsko prvenstvo u košarci u Kaunasu u Litvi: prvak Litva

### Osnivanja
- Rio Ave Futebol Clube, portugalki nogometni klub

## Vanjske poveznice
|  | Zajednički poslužitelj ima još gradiva o temi Šport u 1939. |